# Tunisko na Letních olympijských hrách 2008
Tunisko se účastnilo Letní olympiády 2008. Zastupovalo ho 26 sportovců (14 mužů a 12 žen) v 10 sportech.

## Medailisté
| Medaile | Jméno            | Sport   | Soutěž                    |
| ------- | ---------------- | ------- | ------------------------- |
| Zlato   | Oussama Mellouli | Plavání | muži 1 500 m volný způsob |